# Karen Percy
Karen Lynne Lowe z d. Percy (ur. 10 października 1966 w Banff) – kanadyjska narciarka alpejska, dwukrotna medalistka olimpijska oraz srebrna medalistka mistrzostw świata.

## Kariera
Pierwsze punkty do klasyfikacji generalnej Pucharu Świata Karen Percy wywalczyła 11 stycznia 1985 roku w Bad Kleinkirchheim, zajmując czternaste miejsce w kombinacji. Pięciokrotnie stawała na podium w zawodach tego cyklu, jednak nie odniosła zwycięstwa: 8 marca 1986 roku w Sunshine była trzecia w zjeździe, 13 grudnia 1987 roku w Leukerbad była druga w kombinacji, 14 stycznia 1988 roku w Zinal zajęła drugie miejsce w zjeździe, 15 stycznia 1989 roku w Grindelwald ponownie była druga w kombinacji, a 16 grudnia 1989 roku Panoramie znowu zajęła trzecie miejsce w biegu zjazdowym. Najlepsze wyniki osiągnęła w sezonie 1988/1989, kiedy zajęła dziewiąte miejsce w klasyfikacji generalnej. Była też między innymi trzecia w klasyfikacji kombinacji w sezonie 1987/1988, ulegając jedynie Brigitte Oertli ze Szwajcarii oraz Austriaczce Anicie Wachter.
W 1983 roku wystartowała na mistrzostwach świata juniorów w Sestriere, zajmując 22. miejsce w zjeździe. Już dwa lata później wystąpiła na mistrzostwach świata w Bormio, gdzie jej najlepszym wynikiem była jedenasta pozycja w kombinacji. Podczas rozgrywanych w 1987 roku mistrzostwach świata w Crans-Montana zajęła między innymi dziesiąte miejsce w zjeździe oraz siódme w kombinacji. Pierwsze medale zdobyła na igrzyskach olimpijskich w Calgary w 1988 roku, gdzie wystąpiła we wszystkich konkurencjach. Najpierw wywalczyła brązowy medal w zjeździe, plasując się za Mariną Kiehl z RFN i Brigitte Oertli. Do zdobycia srebrnego medalu zabrakło jej 0,01 sekundy. Dwa dni później zajęła czwarte miejsce w kombinacji, uzyskując dziewiąty czas w zjeździe i trzeci w slalomie. Ostatecznie walkę o podium przegrała ze Szwajcarką Marią Walliser o 3,19 punktu. Następnie zajęła trzecie miejsce w supergigancie, przegrywając tylko z Austriaczką Sigrid Wolf i Szwajcarką Michelą Figini. Wystartowała także w slalomie i gigancie, ale obu tych konkurencji nie ukończyła. Ostatni sukces osiągnęła podczas mistrzostw świata w Vail w 1989 roku, zdobywając srebrny medal w biegu zjazdowym. Rozdzieliła tam na podium Marię Walliser oraz Karin Dedler z RFN. W 1990 roku zakończyła karierę.
Wielokrotnie zdobywała medale mistrzostw Kanady, w tym złote w zjeździe w 1986 roku, supergigancie w latach 1986 i 1988 oraz gigancie w latach 1988 i 1989. W 1988 roku została także odznaczona Orderem Kanady.
Jej mężem jest były hokeista, Kevin Lowe.

## Osiągnięcia

### Igrzyska olimpijskie
| Miejsce | Dzień     | Rok  | Miejscowość | Konkurencja | Czas biegu | Strata     | Zwyciężczyni    |
| ------- | --------- | ---- | ----------- | ----------- | ---------- | ---------- | --------------- |
| 3.      | 19 lutego | 1988 | Calgary     | Zjazd       | 1:25,86    | +0,76      | Marina Kiehl    |
| 4.      | 21 lutego | 1988 | Calgary     | Kombinacja  | 29,25 pkt  | +25,22 pkt | Anita Wachter   |
| 3.      | 22 lutego | 1988 | Calgary     | Supergigant | 1:19,03    | +1,26      | Sigrid Wolf     |
| DNF1    | 24 lutego | 1988 | Calgary     | Gigant      | 2:06,49    | -          | Vreni Schneider |
| DNF1    | 26 lutego | 1988 | Calgary     | Slalom      | 1:36,69    | -          | Vreni Schneider |

### Mistrzostwa świata
| Miejsce | Dzień       | Rok  | Miejscowość   | Konkurencja | Czas biegu | Strata     | Zwyciężczyni    |
| ------- | ----------- | ---- | ------------- | ----------- | ---------- | ---------- | --------------- |
| 13.     | 3 lutego    | 1985 | Bormio        | Zjazd       | 1:26,96    | +2,46      | Michela Figini  |
| 11.     | 4 lutego    | 1985 | Bormio        | Kombinacja  | 18,72 pkt  | +68,55 pkt | Erika Hess      |
| DNF2    | 6 lutego    | 1985 | Bormio        | Gigant      | 2:18,53    | -          | Diann Roffe     |
| 20.     | 9 lutego    | 1985 | Bormio        | Slalom      | 1:29,58    | +5,55      | Perrine Pelen   |
| 7.      | 30 stycznia | 1987 | Crans-Montana | Kombinacja  | 15,32 pkt  | +37,27 pkt | Erika Hess      |
| 10.     | 1 lutego    | 1987 | Crans-Montana | Zjazd       | 1:43,80    | +2,10      | Maria Walliser  |
| 25.     | 3 lutego    | 1987 | Crans-Montana | Supergigant | 1:19,17    | +4,71      | Maria Walliser  |
| 20.     | 5 lutego    | 1987 | Crans-Montana | Gigant      | 2:21,22    | +5,63      | Vreni Schneider |
| DNF1    | 7 lutego    | 1987 | Crans-Montana | Slalom      | 1:33,30    | -          | Erika Hess      |
| 2.      | 5 lutego    | 1989 | Vail          | Zjazd       | 1:46,50    | +1,50      | Maria Walliser  |
| DNS1    | 7 lutego    | 1989 | Vail          | Slalom      | 1:30,88    | -          | Mateja Svet     |
| 10.     | 8 lutego    | 1989 | Vail          | Supergigant | 1:19,46    | +1,01      | Ulrike Maier    |
| DNS2    | 11 lutego   | 1989 | Vail          | Gigant      | 2:29,37    | -          | Vreni Schneider |

### Mistrzostwa świata juniorów
| Miejsce | Dzień   | Rok  | Miejscowość | Konkurencja | Czas biegu | Strata | Zwyciężczyni |
| ------- | ------- | ---- | ----------- | ----------- | ---------- | ------ | ------------ |
| 22.     | 3 marca | 1983 | Sestriere   | Zjazd       | 1:32,49    | +5,49  | Marina Kiehl |

### Puchar Świata

#### Miejsca w klasyfikacji generalnej
- sezon 1984/1985: 82.
- sezon 1985/1986: 43.
- sezon 1986/1987: 23.
- sezon 1987/1988: 11.
- sezon 1988/1989: 9.
- sezon 1989/1990: 43.

#### Miejsca na podium
1. Sunshine – 8 marca 1986 (zjazd) – 3. miejsce
2. Leukerbad – 13 grudnia 1987 (kombinacja) – 3. miejsce
3. Zinal – 14 stycznia 1988 (zjazd) – 2. miejsce
4. Grindelwald – 15 stycznia 1989 (kombinacja) – 2. miejsce
5. Panorama – 16 grudnia 1989 (zjazd) – 3. miejsce